# علي مارشنت
علي مارشانت، ولد باسم أليستر جيمس مارشانت، وهو دي جي في راديو أكسفورد البريطاني وأيضاً وكذلك دي جيفي النوادي بما في ذلك ريسا / جونجلورز في برمنغهام.